# Mistrzostwa Polski w Boksie 1968
39. Mistrzostwa Polski w boksie mężczyzn odbyły się w dniach 31 marca – 7 kwietnia 1968 roku w Poznaniu.

## Medaliści
| Kategoria:                        | Złoto:                                  | Srebro:                              | Brąz:                                                                       |
| waga papierowa (do 48 kg)         | Roman Rożek (Turów Bogatynia)           | Marian Fieske (Olimpia Poznań)       | Andrzej Jagielski (Gwardia Zielona Góra) Marian Treliński (Błękitni Kielce) |
| waga musza (do 51 kg)             | Jerzy Wichman (Gwardia Warszawa)        | Hubert Skrzypczak (Wybrzeże Gdańsk)  | Stanisław Kurcz (Olimpia Poznań) Henryk Nowak (Broń Radom)                  |
| waga kogucia (do 54 kg)           | Ryszard Andruszkiewicz (Polonia Gdańsk) | Bogdan Radzikowski (Widzew Łódź)     | Jan Kokoszka (Resovia) Józef Kuderski (Legia Warszawa)                      |
| waga piórkowa (do 57 kg)          | Jan Wadas (Górnik Wesoła)               | Włodzimierz Caruk (Gwardia Warszawa) | Roman Czapko (Legia Warszawa) Jan Prochoń (Legia Warszawa)                  |
| waga lekka (do 60 kg)             | Józef Grudzień (Legia Warszawa)         | Ryszard Marciniak (Olimpia Poznań)   | Marek Kudła (Błękitni Kielce) Albert Wojciechowski (Czarni Słupsk)          |
| waga lekkopółśrednia (do 63,5 kg) | Leszek Żeleźniak (Turów Bogatynia)      | Ryszard Rybski (Zawisza Bydgoszcz)   | Alfons Stawski (Górnik Radlin) Edmund Zieliński (Polonia Gdańsk)            |
| waga półśrednia (do 67 kg)        | Sylwester Kaczyński (Legia Warszawa)    | Zdzisław Filipiak (Widzew Łódź)      | Edmund Montewski (Gwardia Warszawa) Władysław Obała (Prosna Kalisz)         |
| waga lekkośrednia (do 71 kg)      | Wiesław Rudkowski (Legia Warszawa)      | Stefan Skałka (Hutnik Nowa Huta)     | Andrzej Siodła (ŁTS Łabędy) Władysław Skowroński (Olimpia Poznań)           |
| waga średnia (do 75 kg)           | Maciej Stańczykowski (Gwardia Łódź)     | Czesław Ptak (Turów Bogatynia)       | Edmund Hebel (Wybrzeże Gdańsk) Ryszard Ratowski (Gwardia Warszawa)          |
| waga półciężka (do 81 kg)         | Stanisław Dragan (Hutnik Nowa Huta)     | Jan Fabich (Wybrzeże Gdańsk)         | Hubert Kucznierz (Carbo Gliwice) Tadeusz Wajgelt (Sokół Piła)               |
| waga ciężka (powyżej 81 kg)       | Lucjan Trela (Stal Stalowa Wola)        | Ludwik Denderys (Gwardia Wrocław)    | Eugeniusz Jankowiak (Olimpia Poznań) Jerzy Skoczek (Polonia Warszawa)       |